# あったらコワイセレナーデ
「あったらコワイセレナーデ」は、嘉門タツオ（旧名・嘉門達夫）の楽曲である。
実際にはありえないもので実在したら恐ろしいと思うものを羅列し、笑いを誘うタイプの歌である。後にいくつかのバリエーションが派生し、シリーズ扱いされている。「あったらコワイセレナーデ '92」等、一部性的な意味合いを含んでいるものがある。

## シリーズ一覧
- あったらコワイセレナーデ

1984年発売のシングル「ゆけ!ゆけ!川口浩」のB面に、大阪市の阪神デパートの屋上でのライブ音源で収録。
- あったらコワイセレナーデ2

1985年発売のシングル「アホが見るブタのケツ」のB面に収録。
- あったらコワイセレナーデ (スゴクこわいでバージョン)

1991年発売のアルバム『THE BEST OF KAMON TATSUO』に収録。
「あったらコワイセレナーデ」「あったらコワイセレナーデ2」の中からネタを抜粋し、順番を入れ替えたバージョン。
- あったらコワイセレナーデ '92

1992年発売のアルバム『天賦の才能』に収録。
- あったらコワイセレナーデ 〜リターンズ〜

1999年発売のアルバム『お前はまちがっとる!』に収録。
- あったらコワイセレナーデ2003

2003年発売のアルバム『達人伝説』に収録。
- 新・あったらコワイセレナーデ

2006年発売のアルバム『アホダラ王国物語』に収録。
- あったらコワイセレナーデ 〜ベスト・オブ・エロコワ〜

2007年発売のシングル「あったらコワイセレナーデ〜ベスト・オブ・エロコワ〜/〜ベスト・オブ・最近〜」に収録。
- あったらコワイセレナーデ 〜ベスト・オブ・最近〜

2007年発売のシングル「あったらコワイセレナーデ〜ベスト・オブ・エロコワ〜/〜ベスト・オブ・最近〜」に収録。
- あったらコワイセレナーデ 〜#atakowaバージョン〜

2010年発売のアルバム『"恋"のさくら咲く 〜恋愛セレクション〜』にサービストラックとして収録。
- あったらコワイセレナーデ 〜2012ライブVer.

2012年発売のライブDVD『嘉門達夫のワーッ!!』に、2012年2月11日に開催された大阪市のumeda AKASO（現：umeda TRAD）でのライブ映像として収録。